# Cayo Marcio Censorino (cónsul 8 a. C.)
Cayo o Gayo Marcio Censorino  fue un senador del Alto Imperio romano que desarrolló su cursus honorum bajo el imperio de Augusto.

## Carrera pública
Era hijo de Lucio Marcio Censorino, Consul ordinarius en 39 a. C. Su carrera comenzó hacia 18 a. C. como triumvir monetalis dentro del vigintivirato, para servir después como legado de Marco Vipsanio Agripa en la provincia Asia, donde emitió un edicto sobre el culto judío. En 8 a. C. fue nombrado consul ordinarius y hacia el cambio de era fue nombrado procónsul de la provincia Asia, donde falleció hacia el año 2 o 3 sin haber tenido descendencia.